# Kunihiro Shimizu
Kunihiro Shimizu (japanska: 清水邦広), född 11 augusti 1986 i Fukui, är en japansk volleybollspelare.

## Klubbar
- Panasonic Panthers